# Francesc Marxuach Julià
Francesc Marxuach Julià (Mataró, 8 d'abril de 1759 - Mataró, 28 de gener de 1850) va ser un important comerciant de blondes i encaixos de Mataró. fill de Francesc Marxuach Andreu, patró mariner de Mataró, i de Antònia Julià Ros, filla de Gregori Julià, mestre d'escriure i gramàtica de Lliçà.
En 1789 es va casar amb Rita Rosalia Isern Blanch, de 24 anys, i amb la que va tenir un fill, Joan.